# Hydaranthes deltographa
Hydaranthes deltographa är en fjärilsart som beskrevs av Edward Meyrick 1928. Hydaranthes deltographa ingår i släktet Hydaranthes och familjen vecklare. Inga underarter finns listade i Catalogue of Life.